# جوني برينر
جوني برينر (بالإنجليزية: Johnny Brenner)‏ هو لاعب قذف أيرلندي، ولد في 1971 في وترفورد في جمهورية أيرلندا.